# Jacques Marquette

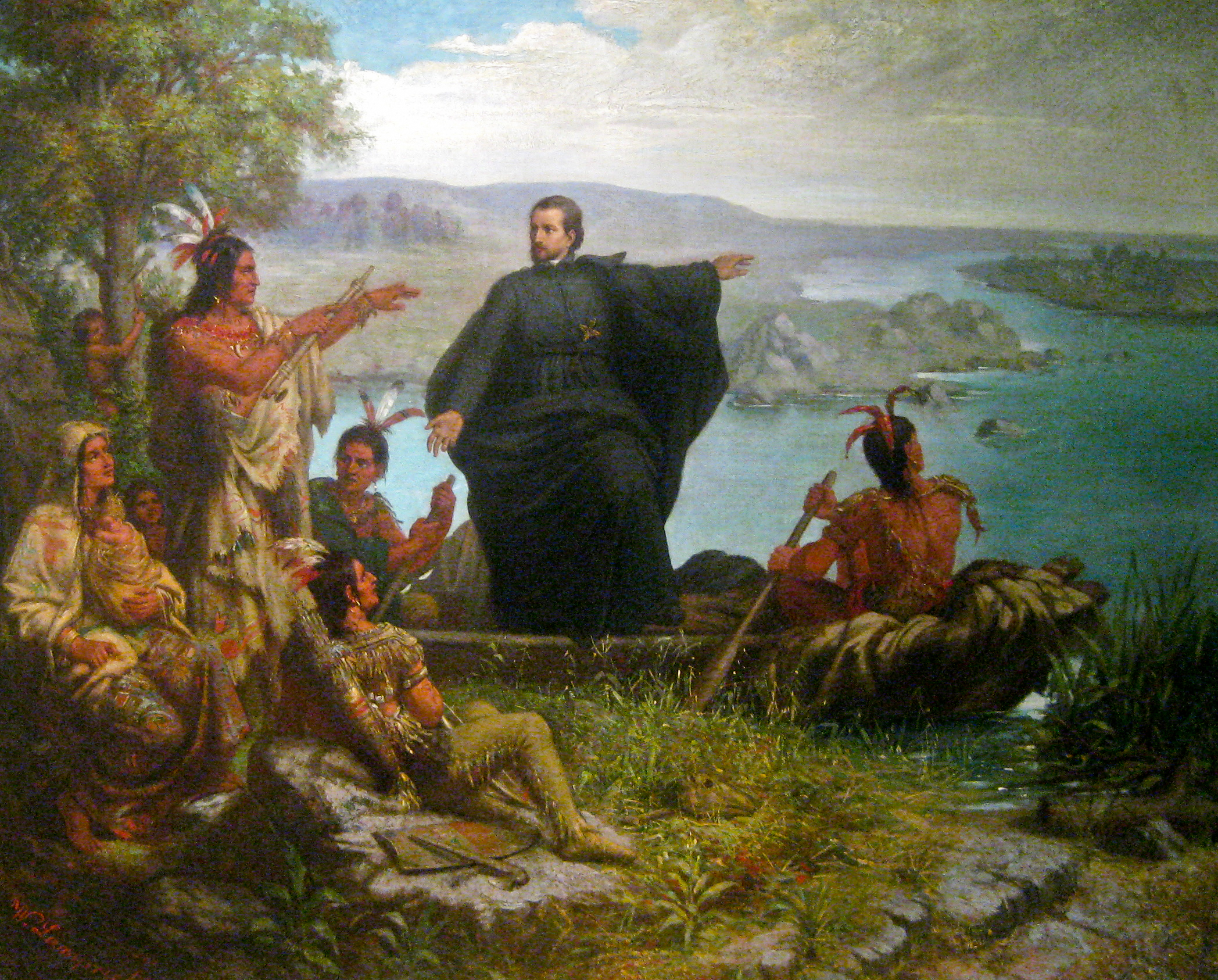
Olieverfschilderij van Wilhelm Lamprecht dat een ontmoeting tussen Marquette en indianen voorstelt (Raynor Memorial Library van Marquette University, Milwaukee)

Jacques Marquette SJ, (Laon, 1637 - 1675) was een Franse jezuïet en ontdekkingsreiziger.
Jacques Marquette kwam in 1666 in Canada aan. Hij was, samen met Louis Jolliet, de eerste Europeaan die de Mississippi, de Wisconsin en de Illinois in kaart bracht. In 1673 stichtte hij een missiepost gewijd aan de Onbevlekte Ontvangenis in het noorden van Illinois. In 1700 verhuisde deze missie zuidwaarts naar Kaskaskia ten gevolge van een indiaanse migratie. Marquette overleed in 1675 aan de oevers van het Michiganmeer.
Zijn werk Découverte de quelques pays et nations de l'Amérique septentrionale werd postuum gepubliceerd in 1682. 
- Biblioteca Nacional de España: XX1379501
- Bibliothèque nationale de France: cb125093605 (data)
- Gemeinsame Normdatei: 119445999
- International Standard Name Identifier: 0000 0000 7363 016X
- Library of Congress Control Number: n80103649
- Nationale Bibliotheek van Tsjechië: jn20020613003
- Nationale Bibliotheek van Israël: 987007276175205171
- Nederlandse Thesaurus van Auteursnamen: 090989481
- SNAC: w6qn6cz8
- Système universitaire de documentation: 034327541
- Virtual International Authority File: 64111374
- WorldCat: E39PBJmtycyWb6pRPqjMh7yyBP